# هيدريد

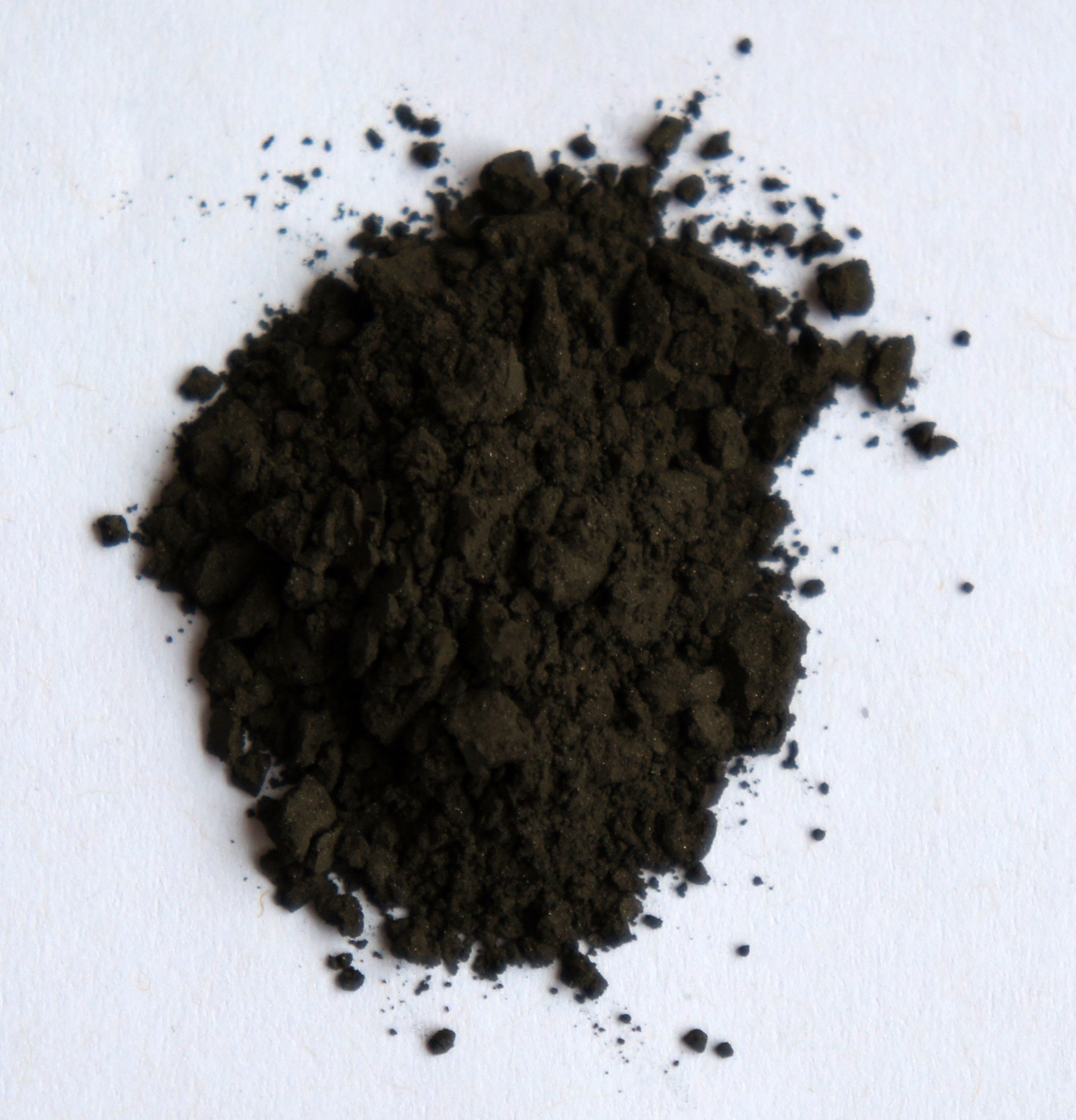

الهيدريد في الكيمياء هو أيون للهيدروجين −H، وتسمى المركبات الكيميائية الحاوية على هذا الأيون بالهيدريدات.   يرتبط الهيدروجين في الهيدريدات إلى عناصر أو مجموعات لها كهرسلبية أقل منه، كما في الفلزات (الهيدروجين من حيث الكهرسالبيه اي حب الماده للالكترونات يعتبر من عناصر المجموعه ٣.٥ رغم انه لا توجد مجموعه في الجدول الدوري اسمها ٣.٥ ويعزى ذلك ان الهيدروجين يمتلك كهرسالبيه اعلى من عناصر المجموعه الاولى والثانيه والثالثه واقل من عناصر المجموعه الرابعه والخامسه والسادسه والسابعه والثامنه) عند ارتباط الهيدروجين بعنصر اقل كهرسالبيه فانه ياخذ شحنه سالبه ويسمى هيدريد وعند ارتباطه بعنصر اعلى كهرسالبيه يسمى بروتون. ولكن بشكل عام فإنه يطلق على جميع العناصر المرتبطة بالهيدروجين اسم الهيدريدات، على الرغم من أن الهيدروجين في بعضها يمكن أن تكون له صفة بروتونية.

## أنواع الهيدريدات
تقسم الهيدريدات إلى ثلاثة أنواع وذلك حسب نوع الرابطة الكيميائية  وذلك إلى:
- هيدريدات أيونية: وهي التي تغلب عليها الصفة الأيونية.
- هيدريدات تساهمية: وهي التي تغلب عليها الصفة التساهمية.
- هيدريدات فلزية: وهي التي تغلب عليها الصفة الفلزية.

### الهيدريدات الأيونية
وهي الهيدرديدات التي يرتبط فيها الهيدروجين إلى فلز له صفة كهرسلبية ضعيفة (كهرسالبية عالية) مثل الفلزات القلوية والقلوية الترابية. توصف ذرة الهيدروجين في هذه الهيدريدات بأنها هاليد زائف. تستعمل الهاليدات الأيونية كقواعد غير متجانسة ومختزلات في الاصطناع العضوي. 
غالباً ما يستعمل الإيثر الإيثيلي كمذيب للهيدريدات الأيونية، وذلك أن الماء لا يصلح لذلك، لأن أيون الهيدريد أقوى من الهيدروكسيد في جزيء الماء، ويؤدي التماس معه إلى حدوث حلمهة كما في المثال التالي:
NaH + H2O → H2 (غاز) + NaOH ΔH = −83.6 kJ/mol, ΔG = −109.0 kJ/mol
تتفاعل هيدريدات الفلزات القلوية مع هاليدات الفلزات الأخرى. فعلى سبيل المثال يتفاعل هيدريد الليثيوم مع كلوريد الألومنيوم ليشكل هيدريد ألومنيوم الليثيوم:
4LiH + AlCl3 → LiAlH4 + 3LiCl

### الهيدريدات التساهمية
وهي تشمل الهيدريدات الناتجة عن تفاعل الهيدروجين مع شبه الفلزات واللا فلزات في مجموعة العناصر الرئيسية. غالباً ما تكون هذه المركبات على شكل غازات أو في الحالة السائلة في الشروط العادية من الضغط والحرارة. من أشهر الأمثلة على ذلك الهيدروكربونات. تقسم هذه الهيدريدات إلى أنواع وذلك حسب قطبية الرابطة الكيميائية إلى:
- هيدريدات تكون حالة أكسدة الهيدروجين فيها +1، وذلك مثل مركبات الماء H2O والأمونياك NH3 وكلوريد الهيدروجين HCl. ويتميز الهيدروجين غالباً بصفة حمضية ويكون له صفة مؤكسدة.
- هيدريدات تكون حالة أكسدة الهيدروجين فيها -1، وذلك مثل السيلانات والبورانات. ويتميز الهيدروجين في هذه المركبات بصفة قاعدية ويكون له صفة اختزالية.
- هيدريدات يكون فيها فرق الكهرسلبية ضعيف جداً، بحيث تغلب عليها الصفة اللاقطبية مثل الكربوهيدرات. ولكن على الرغم من ذلك يكون للهيدروجين حالة أكسدة مقدارها +1.

### الهيدريدات الفلزية
وغالباً ما تتشكل هذه الهيدريدات مع الفلزات الانتقالية والتي تخزن الهيدروجين ضمن شبكتها اللفلزية، لذلك فإن هذه اهيدريدات غالباً لا توافق صيغتها قياس اتحادية العناصر. فعلى سبيل المثال فإن للبالاديوم مقدرة على امتزاز غاز الهيدروجين بحوالي 900 ضعف من حجمه عند درجة حرارة الغرفة ليشكل هيدريد البالاديوم. تشكل الهيدريدات الفلزية وسيلة لتخزين الهيدروجين والتي لها تطبيقات مهمة في خلايا الوقود وفي العديد من التطبيقات الأخرى التي يعتمد عليها اقتصاد الهيدروجين.

## أُنظر أيضاً
- عامل مكافئ.